# Leon Šantelj
Leon Šantelj (Postojna, 25 april 1995) is een Sloveens basketballer.

## Carrière
Hij speelde in de jeugd bij KD Postojna. Šantelj maakte zijn debuut voor UKK Koper in 2012 in de Sloveense tweede klasse. Hij speelde twee seizoenen voor de club en trok in 2014 naar KK Domžale. In 2016 werd hij uitgeleend aan KK Domžale in de Sloveense tweede klasse en trok vervolgens naar KK Rogaška. Na drie jaar verliet hij de club. Voor het seizoen 2019/20 trok hij naar tweedeklasser KD Postojna en in oktober 2019 trok hij opnieuw naar KK Domžale. In 2020 speelde hij voor het Tsjechische BK Olomoucko. Hij speelde daarna vanaf november 2020 opnieuw voor KK Rogaška en trok in 2022 naar het Kroatische KK Zadar.
Voor het seizoen 2023/24 tekende hij in de BNXT League bij Union Mons-Hainaut. Voor het seizoen 2024/25 tekende hij bij de Sloveense eersteklasser KK Rogaška.

## Erelijst
- Kroatisch landskampioen: 2023